# آبشار کوربین کریک
آبشار کوربین (به انگلیسی: Corbin Creek Falls) آبشاری است که در کارولینای شمالی، ایالات متحده آمریکا واقع شده و ارتفاع کلی ریزشگاه آن ۶۰۰ فوت (۱۸۰ متر) است.